# Санди Вали (Невада)
Санди Вали (енгл. Sandy Valley) насељено је место без административног статуса у америчкој савезној држави Невада.

## Демографија
По попису из 2010. године број становника је 2.051, што је 247 (13,7%) становника више него 2000. године.
| Група             | 2000.         | 2010.         |
| Белци             | 1.620 (89,8%) | 1.608 (78,4%) |
| Афроамериканци    | 25 (1,4%)     | 16 (0,8%)     |
| Азијати           | 13 (0,7%)     | 35 (1,7%)     |
| Хиспаноамериканци | 117 (6,5%)    | 308 (15,0%)   |
| Укупно            | 1.804         | 2.051         |